# Mali i Gjerë
Mali i Gjerë är en bergskedja i Albanien. Den ligger i den södra delen av landet, 150 km söder om huvudstaden Tirana.
Mali i Gjerë sträcker sig 24,8 km i sydostlig-nordvästlig riktning. Den högsta toppen är Maja e Këshajit, 1 642 meter över havet.
Topografiskt ingår följande toppar i Mali i Gjerë:
- Çepon
- Maja e Bidos
- Maja e Frashërit
- Maja e Këshajit
- Makrigim
- Mal Vuzhë
- Mali i Nikollaqit
- Mali i Pilloit

Trakten runt Mali i Gjerë består till största delen av jordbruksmark.  Runt Mali i Gjerë är det ganska glesbefolkat, med 27 invånare per kvadratkilometer.